# Электроскрипка
Электроскрипка — скрипка, полноценное звучание которой образуется при помощи звукоснимателя и устройства вывода — колонок или наушников.

## Строение
Электроскрипки подразделяются:
- по строению тела;
  - с каркасным корпусом, который выполняет только функцию каркаса, при этом не влияя на создаваемый звук. Звук, создаваемый скрипкой без электронной части, очень тихий;
  - с резонирующим корпусом, как у акустической скрипки, который придаёт «объём» создаваемому звуку, но с отсутствием эфов (f-образных отверстий в корпусе) не даёт громко звучать инструменту отдельно от электронного;
- по количеству струн;
  - 4-струнные. Наиболее распространены и единственные, выпускаемые массово, так как не требует перестройки техники скрипача, играющего на акустической скрипке. Многострунные электроскрипки делаются под заказ для профессиональных музыкантов;
  - многострунные (вплоть до 10). Наличие регулятора громкости электронного усилителя звука убирает необходимость увеличения давления на струны, как это делается на акустической скрипке. В результате струны практически не прогибаются под давлением смычка, следовательно, наличие дополнительных струн не создаёт опасности задевания, а значительное увеличение их количества не ведёт к игре только как минимум на двойных струнах, как это происходило на виоле;
- по универсальности;
  - электроскрипка, звук которой максимально приближен к акустической скрипке;
  - midi-скрипка, звук которой задаётся аналогично синтезатору.

## Усиление
Электроскрипки обычно используют любой магнитный или пьезоэлектрический звукосниматель. Магнитные звукосниматели требуют использования скрипичных струн с ферромагнитной, железной или же стальной основой. Некоторые синглы магнитных систем гитарного стиля также пригодны, и одна необычная электроакустическая скрипка использует струны как элемент линейного активного усилителя. Также пригоден в стандартных акустических скрипках, единственное, что необходимо — это чтобы струна была электропроводна, чтобы её основа могла быть всесторонне использована. Отказ от использования катушек — обход проблемы небольшого размера корпуса и расположения струн скрипки, что часто является ограничением для размещения плоской катушки.
Обычно пьезоэлектрические усилители более универсальны. Они обнаруживают непосредственно физические волны где-нибудь внутри или на корпусе, в некоторых случаях — непосредственно колебания струны, но чаще — обычный бридж—вибрации, то есть звучание. Немногие пьезоэлементы можно оснастить одним отдельным (или двумя, или даже четырьмя (в случае для некоторых усилителей Barbera Transducer Systems)) усилителем с помощью бриджевых датчиков под каждой струной. Использование нескольких систем преобразователей ориентировано на различные ситуации, для которых выбирается предпочтительный режим с помощью переключателя.
Пьезоэлектрический усилитель имеет высокий (ёмкостной) выходной импеданc и должен быть подключен к высоко-импедансному входу усилителя или мощностного предусилителя. ёмкостной усилитель (англ.) в данном случае является наилучшим вариантом. Эти буферные сигналы позволяют уберечься от низкочастотных потерь и микрофонного усиленного шума в проводе инструмента. Предусиление часто реализовано внешним сигнальным процессором, так как немногие корпуса полуакустических электроскрипок могут создать достаточное внутреннее усиление за электросхему предусилителя.

## Звучание
Звучание электроскрипки зависит от:
- от струн;
- конструкции подставки;
- от строения резонирующего корпуса (при его наличии);
- используемых звукоснимателей;
- навыков игры исполнителя;
- от использования процессора эффектов.

## Произведения для электроскрипки
- Джон Кулидж Адамс
  - The Dharma at Big Sur, для электроскрипки с оркестром

## Жанры
Хотя скрипка и является инструментом используемым в классической музыке, электроскрипка обычно применяется в сольном исполнении произведения для современной классической музыки. Электроскрипка более часто используется в неклассической музыке популярных жанров, таких, как метал, рок, хип-хоп, поп, джаз и джаз-фьюжн, кантри, нью-эйдж,авангард и панк-рок. Примеры знаменитых электроскрипачей — Жан-Люк Понти, Ванесса Мэй, Линдси Стерлинг (Lindsey Stirling), Джеалд Даймон (англ.), Дэвид ЛаФламмэ (англ.), Дэррил Уэй, Джерри Гудман (англ.), Дэвид Кросс, Эдди Джобсон, Nash the Slash (англ.) от FM (англ.), Дэвид Рагсдале (англ.) и Робби Жанард (англ.), Саймон Хаус, Марк Вуд (англ.), Байд Тинсли (англ.) из Dave Matthews Band и Мария Нефёдова из Короля и Шута. По использованию инструмента в области фолк-рока имеется один выдающийся пример — Дэйв Сфарбриск. В сочинениях Фолк-метал группы Turisas далеко не последнюю роль играет электроскрипка. Финская фолк-метал группа Korpiklaani также сфокусировалась на электроскрипке Хенри Сорвали. Она также получило распространение в современном музыкальном театре, последний из которых — Whistle Down the Wind Эндрю Ллоида Уэббера. Несколько популярных групп, использующих электроскрипку — ZOX (англ.), Operator Please (англ.) и поп-панк группа Yellowcard. Скрипачка Эмили Отемн, играющая в классическом стиле, умеет также играть на дополненной электроусилителем скрипке, особенно это видно в альбоме «Laced/Unlaced». Другой инструмент, использование которого также популяризовано в современной музыке — ирландская народная скрипка. Традиционная скрипка также показана в таком жанре, как кельтский панк, группами Flogging Molly и The Levellers (англ.).

## Производители
Электроскрипка может быть произведена под индивидуальный заказ массово большой фирмой, например, Yamaha, так и маленькой, например, китайской компанией Brahner.

## MIDI-скрипка
В середине 1980 года Zeta Music разработала для Лори Андерсон прототип скрипки, которая посылает данные в формате MIDI через сделанный на заказ модуль преобразования, что позволяет скрипачу контролировать синтезатор. Позднее на основе прототипа был создан коммерческий продукт с изменённым дизайном. В отличие от большинства электроскрипок, она позволяет записывать звук с каждой струны в виде отдельного аудио канала и создавать полифонический MIDI-файл.
В 2010 году Keith McMillen Instruments (создана основателем Zeta Music) выпустила переходник струна-USB 2.0, который поддерживает современные полифонические звукосниматели для скрипок.
Поскольку другие MIDI-контроллеры предназначенные для скрипок не производятся, менее специализированные контроллеры Roland и Yamaha могут быть приспособлены для превращения в MIDI-формат данных с обычных электроскрипок. Большая часть контроллеров являются монофоническими (только один звук может быть оцифрован за единицу времени), но с использованием закрытых систем можно достигнуть ограниченной полифонии. Некоторые контроллеры от Axon/TerraTec поддерживают полную полифонию при использовании звукоснимателя от Zeta.

## Другие смычковые электроинструменты

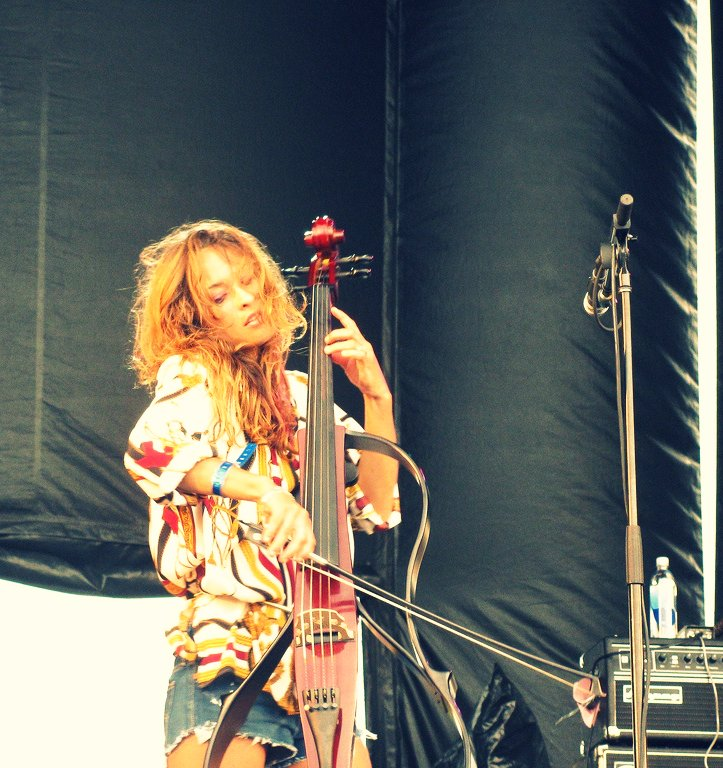
Электровиолончель

Электроальт, электровиолончель и электробас — соответственно, альт, виолончель и контрабас оснащённые электрическим усилителем (предпочтительно с акустическим резонансом) для снятия звука. Многие электро-струнно-смычковые инструменты имеют корпус авторской конструкции их акустического варианта.
Большинство электровиолончелей оснащается пьезоусилительными системами установленными в струнодержателе. Многие также содержат предусилитель, многие из которых позволяют осуществить отдельный контроль над звучанием. Число используемых пьезоэлементов колеблется от одного до восьми. Также предлагается несколько, работающих по другим принципам, подобно, гитарного типа магнитных катушек, требующих использования для работы стальных струн.
Многие музыканты используют усиленные и электрифицированные виолончели, так например, немецкая Letzte Instanz, финская Apocalyptica, в составе четырёх виолончелей, последние её участники, Eric Friedman (англ.), Akuas Dixon, Rushad Eggleston, Rushad Eggleston (англ.), Von Cello, также известный под именем Aaron Minsky и другие.